# Ленинский район (Кемерово)
Ле́нинский район — один из внутригородских районов города Кемерово.
Находится на левом берегу реки Томи в юго-восточной части города.
Район занимает площадь 22 км², в том числе 6,31 км² — промышленная зона и 15,69 км² — селитебная зона, включающая в себя жилую застройку, парковую зону, дороги, газоны.

## Население
Население Ленинский района города Кемерово на 2021 год - 138 828 чел.
| 1979     | 1989     | 2002     | 2009     | 2010     | 2012     | 2013     |
| -------- | -------- | -------- | -------- | -------- | -------- | -------- |
| 123 701  | ↗155 702 | ↘141 074 | ↘140 528 | ↗141 001 | ↘140 956 | ↗141 060 |
| 2014     | 2015     | 2016     | 2017     | 2018     | 2019     | 2020     |
| ↘140 855 | ↗141 001 | ↗141 094 | ↗141 612 | ↘141 432 | ↘141 303 | ↘140 653 |
| 2021     |          |          |          |          |          |          |
| ↘138 828 |          |          |          |          |          |          |

## История
Образован 5 апреля 1978 года Указом Президиума Верховного Совета РСФСР. В 1979 году на территории района совместно с Венгрией началось строительство микрорайона Шалготарьян в знак кузбасско-венгерской дружбы. Венгерский город Шальготарьян является побратимом Кемерова.

## Улицы
- Проспекты: Комсомольский, Ленина, Ленинградский, Московский, Октябрьский, Притомский, Химиков, Восточный.
- Бульвары: Строителей.
- Улицы: Волгоградская, Ворошилова, Марковцева, Терешковой.
- Шоссе: Суховское.

Крупнейшая улица — Волгоградская — простирается с северо-востока на юг. Названа в честь города-героя Волгограда. Пересекает проспекты Химиков, Ленина. Начинается от проспекта Притомского и заканчивается на окраине города (62-й проезд). Движение двухполосное в каждую сторону. Длина — 5,5 км.

## Инфраструктура
- На территории района установлены 323 игровых и спортивных площадки.
- Работу с населением по месту жительства осуществляют 8 ЦРН[прояснить].
- В районе 9 комитетов территориального общественного самоуправления, 299 домовых комитетов, 34 совета общежитий, 1 районный женсовет. В них активно работают более 1500 общественников.